# Patrick Barlow
Evan George Patrick Barlow, född 18 mars 1947 i Leicester, Leicestershire, är en brittisk skådespelare och dramatiker.

## Rollista i urval
- 1990–2003 – French & Saunders (TV-serie)
- 1994, 2004 – Helt hysteriskt (TV-serie)
- 1995–1998 – Is It Legal? (TV-serie)
- 1998 – Shakespeare in Love
- 1999 – Notting Hill
- 2001 – Bridget Jones dagbok
- 2005 – Nanny McPhee
- 2014 – The Riot Club